# Vernierfontaine
Vernierfontaine is een gemeente in het Franse departement Doubs (regio Bourgogne-Franche-Comté) en telt 321 inwoners (1999). De plaats maakt deel uit van het arrondissement Pontarlier.

## Geografie
De oppervlakte van Vernierfontaine bedraagt 13,4 km², de bevolkingsdichtheid is 24,0 inwoners per km².
De onderstaande kaart toont de ligging van Vernierfontaine met de belangrijkste infrastructuur en aangrenzende gemeenten.

## Demografie
Onderstaande figuur toont het verloop van het inwonertal (bron: INSEE-tellingen).